# Tectaria pseudosiifolia
Tectaria pseudosiifolia är en ormbunkeart som beskrevs av Fraser-jenkins. Tectaria pseudosiifolia ingår i släktet Tectaria och familjen Tectariaceae. Inga underarter finns listade.